# Leroy Burrell
Leroy Russel Burrell (Lansdowne, 21 februari 1967) is een Amerikaanse 
voormalige atleet, die gespecialiseerd was in de sprint. Zijn grootste successen behaalde hij als estafetteloper. Hij werd olympisch kampioen, wereldkampioen en verbeterde het wereldrecord en olympisch record in deze discipline. Ook had hij tweemaal het wereldrecord op de 100 m in handen.

## Biografie

### Tweemaal NCAA-kampioen
Burrell groeide op in Pennsylvania, en had een aangeboren gezichtsstoornis, wat versterkt werd door een oogkwetsuur. Als kind presteerde hij daarom slecht in sport, behalve op de atletiekpiste. Dit talent ontwikkelde hij verder, toen hij aan de universiteit van Houston studeerde. In 1988 en 1989 werd hij NCAA-kampioen verspringen.

### Tweemaal een wereldrecord
Zijn carrière werd getekend door pech en blessures. Desondanks brak Burrell tweemaal het wereldrecord op de 100 m. Een eerste maal liep hij in juni 1991 een tijd van 9,90 s. Kort daarna werd deze tijd al scherper gesteld door Carl Lewis. In 1994 verbrak Burrell echter opnieuw het wereldrecord, ditmaal met een tijd van 9,85. Deze tijd zou blijven staan tot de Olympische Spelen van 1996, toen Donovan Bailey nog een honderdste sneller liep (9,84). Burrell zou nadien echter nooit meer onder de magische 10 secondengrens duiken.

### En tweemaal goud op de estafette
Hoewel hij tweemaal wereldrecordhouder was, werd Leroy Burrell nooit wereldkampioen. Op de wereldkampioenschappen in 1991 eindigde hij als tweede achter Carl Lewis. Op de Olympische Spelen van 1992 in Barcelona won hij echter wel de gouden medaille met de estafetteploeg op de 4 x 100 m estafette. Op dezelfde spelen veroorzaakte Leroy op de 100 m eerst een valse start, waarna hij bij de herstart te traag uit de startblokken schoot en als vijfde over de streep ging.
Burrell kon zich niet kwalificeren voor de 100 m op de WK in 1993, maar nam toch deel met de Amerikaanse estafetteploeg. In de halve finale evenaarde het Amerikaans viertal, met naast Burrell Mike Marsh, Dennis Mitchell en Carl Lewis, het wereldrecord (37,40). Nadien wonnen ze de gouden medaille.
Burrell stopte in 1998 als atleet, keerde terug naar de universiteit van Houston en werd daar atletiekcoach.

## Titels
- Olympisch kampioen 4 x 100 m - 1992
- Wereldkampioen 4 x 100 m - 1991, 1993
- Amerikaans kampioen 100 m - 1989, 1991
- Amerikaans indoorkampioen 60 m - 1989, 1992
- NCAA-kampioen 100 m - 1997
- NCAA-kampioen verspringen - 1988, 1989

## Persoonlijke records
Outdoor
| Onderdeel   | Prestatie         | Datum        | Plaats      |
| ----------- | ----------------- | ------------ | ----------- |
| 100 m       | 9,85 (+1,2 m/s)   | 6 juli 1994  | Lausanne    |
| 200 m       | 20,12 (-0,8 m/s)  | 27 juni 1992 | New Orleans |
| verspringen | 8,37 m (+0,4 m/s) | 2 juni 1989  | Provo       |

Indoor
| Onderdeel | Prestatie    | Datum            | Plaats |
| --------- | ------------ | ---------------- | ------ |
| 60 m      | 6,48 (ex-WR) | 13 februari 1991 | Madrid |

## Palmares

### 100 m
- 1989:  Wereldbeker - 10,15 s
- 1990:  Grand Prix Finale - 10,04 s
- 1991:  WK - 9,88 s
- 1992:  Grand Prix Finale - 10,20 s
- 1992: 5e OS  - 10,10 s
- 1993:  Grand Prix Finale - 10,28 s

### 4 x 100 m
- 1991:  WK - 37,50 s
- 1992:  OS - 37,40 s
- 1993:  WK - 37,48 s